# Mélanie Konig
Pour les articles homonymes, voir Konig.
Mélanie Konig est une joueuse de kayak-polo internationale française, née le 11 novembre 1988.
Elle participe en 2008 au championnat de France N1F dans l'équipe de Montpellier. Elle obtient en 2014 un doctorat en informatique à l'université Montpellier 2.

## Sélections
- 2006-2009 : sélections en équipe de France espoir
  - Championnats d'Europe 2007 : Médaille d'argent [3]
- 2012-2013 : sélections en équipe de France senior
  - Championnats du monde : 5e place[4]
  - Jeux mondiaux de 2013 : Médaille de bronze